# ريتشارد مارتن (أمين متحف)
ريتشارد مارتن (بالإنجليزية: Richard Martin)‏ هو مؤرخ الفن أمريكي، ولد في 4 ديسمبر 1947، وتوفي في 8 نوفمبر 1999.